# 岩手県道180号上有住日頃市線
岩手県道180号上有住日頃市線（いわてけんどう180ごう かみありすひころいちせん）は、岩手県気仙郡住田町と大船渡市を結ぶ一般県道である。

## 概要
大船渡市から釜石市甲子町、遠野市、住田町上有住方面への最短ルートであるが、頂上の六郎峠付近の幅員狭小のため大型車や一般車両はあまり通行していないが、最近は改良工事が行われており、以前より二車線区間が大幅に増え、大型車も通行する機会が増えた。

### 路線データ
- 起点：気仙郡住田町上有住字中埣（岩手県道167号釜石住田線交点）
- 終点：大船渡市日頃市町字田代屋敷（国道107号交点）

## 地理

### 通過する自治体
- 気仙郡住田町
- 大船渡市

### 交差する道路
- 岩手県道167号釜石住田線（起点）
- 国道107号（終点）